# Фолрад фон Кранихфелд
Фолрад фон Кранихфелд (на немски: Volrad von Kranichfeld; † сл. 1298) е епископ на Халберщат (1254 – 1295).

## Живот
Той е от фамилията на господарите на господството Кранихфелд в Тюрингия. Син е на Фолрад фон Кранихфелд († сл. 1231) и Биа фон Клетенберг. Племенник е на Майнхард фон Кранихфелд († 1253/1254), епископ на Халберщат (1241 – 1252), син на Фолрад фон Кранихфелд († сл. 1191).
Фолрад фон Кранихфелд е избран на 27 август 1254 г. от капитела на Халберщат за епископ след непризнатия от папата епископ Лудолф фон Шладен († 1289). През 1295 г. той се отказва от тази служба. Следващият епископ е Херман фон Бланкенбург (1296 – 1304).